# تشاك كلانتون
تشاك كلانتون (بالإنجليزية: Chuck Clanton)‏ هو لاعب كرة قدم أمريكية أمريكي، ولد في 1962.